# ホンダ・クロスロード
クロスロード（英: Crossroad）は、かつて本田技研工業が日本国で販売していた乗用車（SUV）である。

## 概要
初代は、ローバー・グループ・リミテッドからランドローバー・ディスカバリーのOEM供給を受け、1993年から1996年まで販売された。2007年発売の2代目は自社開発車となり、SUVとミニバンとの性格を併せ持ったクロスオーバーSUVとなった。

## 初代 LJ / LJJ型（1993年 - 1996年）
1993年11月、日本国におけるRVブームに応じ、販売ラインナップを拡充するため、既にホンダクリオ店で販売していたクライスラー・コーポレーションのジープ・チェロキーなどに加えて、ブリティッシュ・レイランド時代から提携関係にあったローバー・グループ・リミテッドからランドローバー・ディスカバリーのOEM供給を受け、ホンダベルノ店にて販売を開始した。ローバー製のV型8気筒ガソリン・エンジンに四速の自動変速機を組み合わせ、ボディは全長が異なる5人乗りの「V8i 3ドア」と7人乗りの「V8i 5ドア」の2種があった。
1994年7月に「V8i 5ドア」を一部改良するとともに、革張りの座席などを採用した「V8i 5ドア ES」を追加した。
1996年2月には、定員を減じるなど仕様を変更した「V8i 5ドア」を発売した。

## 2代目 RT1/2/3/4型（2007年 - 2010年）
2007年2月22日、2006年にモデルチェンジした3代目CR-VがプレミアムSUVクラスへ上級移行したため、初代・2代目CR-Vユーザーの受け皿になる車種として登場した。目標月間販売台数は3,000台と発表されている。
2代目ストリームをベースに、3ナンバーサイズで3列7人乗りのクロスオーバーSUVとして登場した。エンジンはストリーム同様のR18A型とR20A型が設定されているが、トランスミッションはFF、4WDとも5速ATに統一されており、パドルシフトの設定もない。排気量でギア比が異なり、1.8Lは経済性重視の設定で、2.0Lはアクティブなユーザーに向け動力性能重視の設定となっている。
ボディサイズは全長4,285mm×全幅1,755mm×全高1,670mmであり、全長はコンパクトカークラスであるが、幅広い使い方を意識し高い車高と四角い形により幅方向に広い居住性が確保され、3列7人乗りを実現している。
1.8Lの一部グレードは、バンパー・フェンダーが無塗装でアクティブなイメージを醸し出す。最下級グレード「18L」は、キーレスエントリーが非装着（パワードアロックは搭載）でホイールキャップなしの銀色のスチールホイールという、現在のミドルクラス乗用車ではあまり見かけない仕様である。このようなグレードは、価格帯を低く見せるための戦略価格車（量販車種ではない）で、過去にもCR-Vやステップワゴン/S-MXなどで見られ、他社でもトヨタ・アクア L、トヨタ・ヴィッツ FMパッケージなどの例がある。
4WD車には、VSAの機能を拡張し、坂道発進をアシストするヒルスタートアシスト機能（車両挙動を安定させるVSAの機能を使い、坂道発進の際にクルマが後退するのを防ぐ）が採用された。
- 2007年
  - 8月30日 - 「18L」/「18X」/「20X」の特別仕様車「HID エディション」が発売された。
  - 12月20日 - 「18L」/「18X」/「20X」の特別仕様車「HDDナビ エディション」が発売された。
- 2010年8月末 - 販売不振のため生産・販売を終了した[10]。3年8か月と短い販売期間であった。

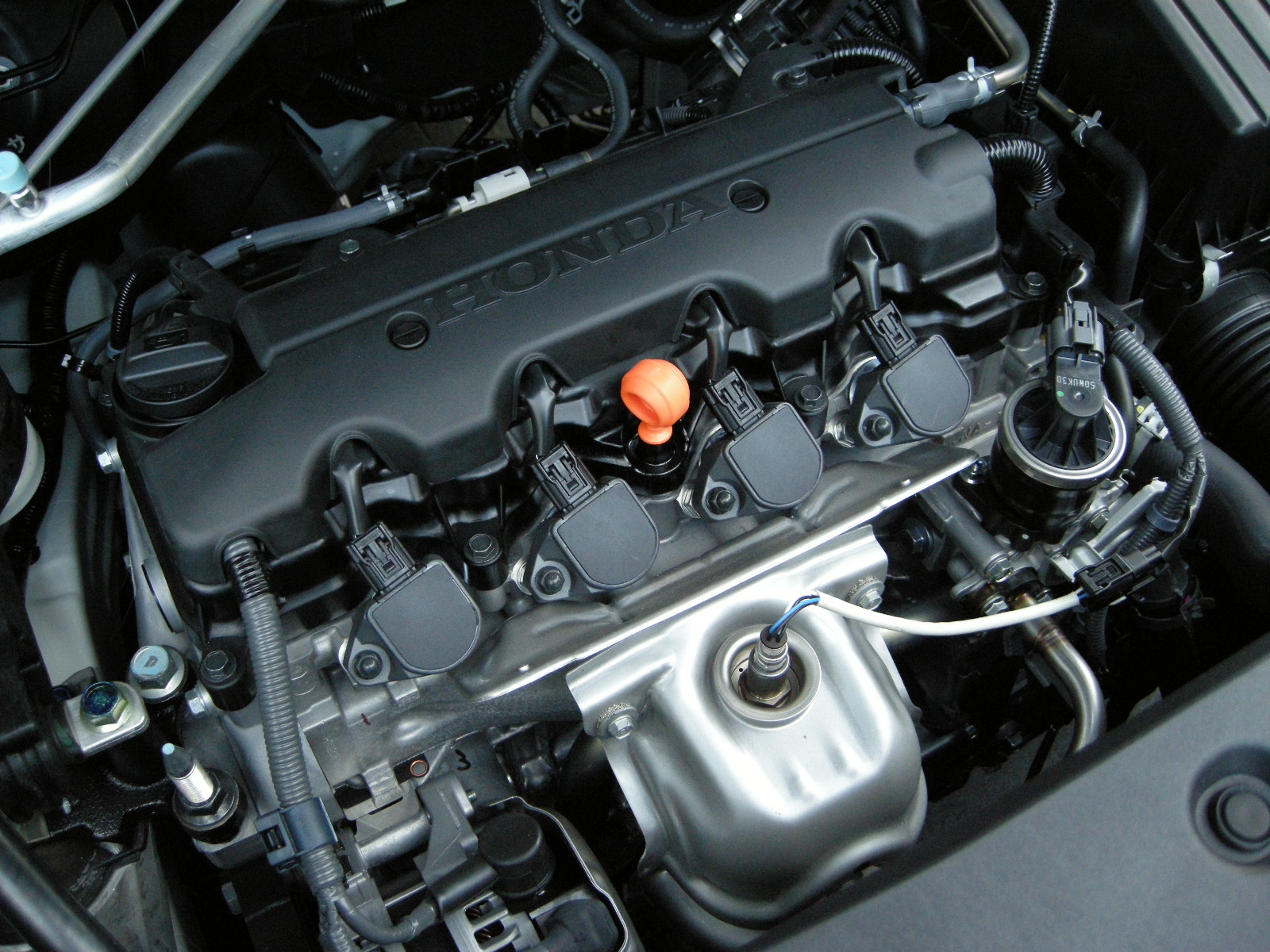
エンジンルーム R20A型エンジン

### グレード
- 20Xi（FF/4WD）- 最上級グレード。20Xの装備に加えて、HIDなどが装備され、さらに4WDには追突軽減ブレーキ（CMBS）やインテリジェント・ハイウェイ・クルーズコントロール（IHCC）などが装備される。
- 20X（FF/4WD）
- 18X（4WD）
- 18L X Package（FF）
- 18L（FF）

## 車名の由来
- Crossroad：英語で交差点、十字路の意味。人々の趣味、想い、夢、可能性が果てしなく広がる未来への旅立ち・出会いの出発点という意味で名付けられた。キャッチコピーの『クロスロードしよう』もこの名前からできたと思われる。